# Francesco Ruggero
Francesco Silvio Fulvio Ruggero (ur. 22 listopada 1891 w Campobasso, zm. 9 czerwca 1966 w Alexandrii) – włoski lekkoatleta, długodystansowiec (maratończyk).
Podczas igrzysk olimpijskich w Sztokholmie (1912) nie ukończył biegu maratońskiego.